# Liste des bourgmestres de la région de Bruxelles-Capitale entre 2024 et 2030
Les bourgmestres de la région de Bruxelles-Capitale (Belgique) sont actuellement à la suite des élections communales du 13 octobre 2024. Ils ont prêté serment le 29 novembre 2024 devant le ministre bruxellois des Pouvoirs locaux Bernard Clerfayt :
| Commune               | Bourgmestre                      | Parti                                     | En fonction | Majorité                                                            |
| --------------------- | -------------------------------- | ----------------------------------------- | ----------- | ------------------------------------------------------------------- |
| Anderlecht            | Fabrice Cumps                    | PS+Vooruit (PS)                           | depuis 2020 | PS+Vooruit / MR - Les Engagés - VLD - CD&V                          |
| Auderghem             | Sophie de Vos                    | Liste de la Bourgmestre (DéFI)            | depuis 2022 | Liste de la Bourgmestre (DéFI) / MR - Les Engagés - VLD - CD&V      |
| Berchem-Sainte-Agathe | Christian Lamouline              | Liste du Bourgmestre (Les Engagés)        | depuis 2020 | Liste du Bourgmestre (Les Engagés) / PS - Vooruit + / Ecolo - Groen |
| Ville de Bruxelles    | Philippe Close                   | PS - Vooruit (PS)                         | depuis 2017 | PS - Vooruit / MR+ / Les Engagés - CD&V                             |
| Etterbeek             | Vincent De Wolf                  | Liste du Bourgmestre (MR)                 | depuis 1992 | Liste du Bourgmestre (MR) / PS - Vooruit / Les Engagés              |
| Evere                 | Alessandro Zappala               | Liste du Bourgmestre (PS)                 | depuis 2024 | Liste du Bourgmestre (PS) / MR                                      |
| Forest                | Charles Spapens                  | PS-Vooruit (PS)                           | depuis 2024 | PS - Vooruit / PTB - PVDA / Ecolo - Groen                           |
| Ganshoren             | Jean-Paul Van Laethem            | LB - Liste Bourgmestre (Les Engagés)      | depuis 2022 | Liste du Bourgmestre (Les Engagés - CD&V) / PS+Citoyens             |
| Ixelles               | Romain De Reusme                 | PS-Vooruit (PS)                           | depuis 2024 | PS - Vooruit / MR & VLD avec vous / Les Engagés - Objectif XL       |
| Jette                 | Claire Vandevivere               | LB Jette (Les Engagés)                    | depuis 2022 | LB Jette (Les Engagés) / MR - VLD / Ecolo - Groen                   |
| Koekelberg            | Olivia P'tito                    | PS - Vooruit - Alternative Humaniste (PS) | depuis 2024 | PS - Vooruit - Alternative Humaniste                                |
| Molenbeek-Saint-Jean  | Catherine Moureaux               | PS - Vooruit (PS)                         | depuis 2018 | PS - Vooruit / PTB - PVDA                                           |
| Saint-Gilles          | Jean Spinette                    | Liste du Bourgmestre (PS)                 | depuis 2022 | Liste du Bourgmestre (PS) / Ecolo - Groen                           |
| Saint-Josse-ten-Noode | non nommé (élections invalidées) |                                           |             |                                                                     |
| Schaerbeek            | Audrey Henry                     |                                           |             |                                                                     |
| Uccle                 | Boris Dilliès                    | Liste du Bourgmestre (MR)                 | depuis 2017 | Liste du Bourgmestre (MR - DéFI) / Ecolo - Groen                    |
| Watermael-Boitsfort   | David Leisterh                   | MR - GM - Les Engagés (MR)                | depuis 2024 | MR - GM - Les Engagés / Ecolo - Groen                               |
| Woluwe-Saint-Lambert  | Olivier Maingain                 | Liste du Bourgmestre (DéFI)               | depuis 2006 | Liste du Bourgmestre (DéFI) / Les Engagés                           |
| Woluwe-Saint-Pierre   | Benoît Cerexhe                   | Liste du Bourgmestre (Les Engagés)        | depuis 2013 | Liste du Bourgmestre (Les Engagés - Open VLD - MR)                  |